# Язловецкая операция
Язловецкая операция — наступление 7-й армии генерала Д. Г. Щербачёва, осуществлённое с 24 мая по 4 июля 1916 года в ходе Брусиловского прорыва.

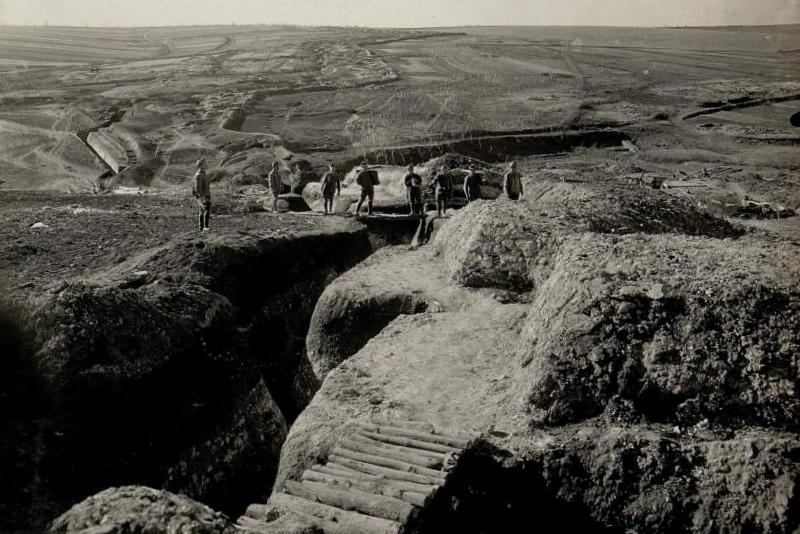
Австро-венгерские укреплённые позиции под Язловцом

7-я армия генерала Щербачева перешла в наступление 24 мая после 45-часовой артиллерийской подготовки позже всех. Ей предстояло сокрушить самый крепкий участок не приятельского фронта при наличии у противника более чем двойного превосходства в артиллерии. Генерал Щербачев развернул 7 пехотных и 3 кавалерийские дивизии — 143 000 человек при 326 орудиях — против 9 пехотных и 1 кавалерийской дивизий — 138 000 человек и 710 орудий Южной германской армии. 
Прорыв левофлангового II армейского корпуса генерала В. Е. Флуга удался блестяще. Позиции у Язловца, считавшиеся германцами неприступными, были сокрушены туркестанскими стрелками З-й дивизии, поддержанной справа 26-й, слева 4З-й дивизиями. 13-й австро-венгерский корпус был сброшен в Стрыпу. Туркестанцами под Язловцом взято за 24-е и 25 мая в плен 235 офицеров и 9700 нижних чинов.
25-го атаковал центральный XVI корпус генерала С. С. Саввича, опрокинув 6-й неприятельский, а 27-ro — и XXII корпус А. Ф. Бринкена, где финляндские стрелки разделались с корпусом Гофмана. 
7-я армия форсировала Стрыпу всеми своими тремя корпусами. Преследовать разбитого врага был брошен 11 конный корпус. Его 9-я кавалерийская дивизия прославилась геройской атакой укрепленной неприятельской позиции у Порхова. Эта атака на мощную позицию и 15 рядов колючей проволоки довершила разгром 1З-го корпуса противника. 2-я австро-венгерская кавалерийская дивизия, дравшаяся в пешем строю, была изрублена русской кавалерией.
Правофланговый ХХII армейский корпус, продвинувшись за Стрыпу, атаковал З-й Финляндской стрелковой дивизией прорывавшегося неприятеля во фланг, тогда как 47-я пехотная дивизия XVI корпуса опрокинула его встречными ударами у Гниловод и Бобулинцев.
С 28 мая противник, воспользовавшись выдвинутым положением XVI армейского корпуса, повел сильные атаки на открытый его правый фланг у Бучача. 41-я пехотная дивизия понесла большие потери и отошла. В последовавших боях это встречное наступление Ботмера было Щербачевым отражено. К 4 июня положение в 7-й армии было полностью восстановлено, но генерал Щербачев прекратил дальнейшее продвижение, не желая наступать с недостаточными силами.
Всего за операцию с 24 мая по 4 июня 7-й армией было взято в плен 900 офицеров и 37000 солдат, а также захвачено 41 орудие, 25 минометов и 180 пулеметов.